# Kévé
Kévé est une ville togolaise d'environ 11 735 habitants selon le recensement de novembre 2022. Chef-lieu de la préfecture de l'Avé, elle est située dans la région maritime au sud-ouest du Togo, précisément à 50 kilomètres de la capitale Lomé. Les natifs de l'Avé célèbrent la fête traditionnelle et de retrouvaille nommée Avezan ou Aveza.
L'élevage des escargots est pratiquée par les habitants de Kévé, ainsi que la culture du palmier à huile, pour produire de l'huile rouge et du vin de palme.